# Мюлдер, Роналд
Роналд Маттиас Мюлдер (нидерл. Ronald Matthias Mulder; род. 27 февраля 1986 года в Зволле) — нидерландский конькобежец. Бронзовый призёр зимних Олимпийских игр 2014 года, чемпион мира, обладатель Кубка мира на дистанции 500 метров, чемпион Европы, 3-кратный чемпион Нидерландов и 11-кратный призёр, 7-кратный чемпион Европы по роликобежному спорту и 18-кратный призёр. Выступал за команду «Reggeborgh».

## Биография
Роналд Мюлдер начал кататься на коньках в возрасте 12 лет вместе со своим братом-близнецом Мишелем в Ассоциации конькобежцев Девентера. Их первый тренер Вим Эйссельдейк тренировал братьев с 12 до 17 лет. Также в детстве Роналд помимо коньков выступал на роликобежных соревнованиях, а в 2010 году он даже стал первым голландцем, когда-либо ставшим чемпионом Европы в индивидуальной дисциплине на роликах.
После ухода от Вима Эйссельдейка Роналд с 2004 года стал участвовать на чемпионате Нидерландов среди юниоров и уже через год стал бронзовым призёром в комбинации спринта. На чемпионатах Нидерландов стал участвовать с 2006 года. В сезоне 2009/10 впервые попал на подиум на национальном первенстве, став вторым на 500 м, через год стал чемпионом Нидерландов на 500 м. В том же сезоне дебютировал на Кубке мира и уже на 2-м этапе Кубка мира в Херенвене стал бронзовым призёром на 500-метровке.
В январе 2010 года Роналд дебютировал на спринтерском чемпионате мира в Обихиро, где занял 4-е место в сумме многоборья. Через месяц на своих первых зимних Олимпийских играх в Ванкувере участвовал на дистанции 500 метров и занял 11-е место. В марте на 6-м этапе Кубка мира в Эрфурте вновь стал третьим в забеге на 500 м, а на 7-м этапе в Херенвене занял 2-е и 3-е места. В 2010 году он впервые присоединился к коммерческой команде «APPM».
В 2011 году впервые стал чемпионом Нидерландов в забеге на 500 м. В 2012 года на чемпионате мира на отдельных дистанциях в Херенвене занял 6-е место. В сезоне 2012/13 на 5-м этапе Кубка мира в Харбине Роналд стал 2-м на дистанции 500 м, на 7-м этапе в Эрфурте и на 8-м этапе в Херенвене занял 3-е места. На чемпионате мира в Сочи поднялся на 5-е место в беге на 500 м.
В сезоне 2013/14 на Кубке мира в Калгари Мюлдер одержал первую победу на 500-метровке и ещё шесть раз был на подиуме, тогда он впервые стал обладателем Кубка мира на этой дистанции. 8 февраля 2014 года на зимних Олимпийских играх в Сочи он участвовал на дистанции 500 метров и завоевал бронзовую медаль, уступив только соотечественникам, серебряному призёру Яну Смекенсу и своему брату Мишелю Мюлдеру с золотой медалью.
В сезоне 2015/16 на 1-м этапе Кубке мира в Калгари Роналд выиграл золото в командном спринте. В феврале на чемпионате мира на отдельных дистанциях в Коломне занял 10-е место на дистанции 500 м, а через две недели участвовал на спринтерском чемпионате мира в Сеуле, где стал 9-м в общем зачёте спринта. На 6-м этапе Кубке мира в Херенвене выиграл золото в командном спринте и в забеге на 500 м, а также во втором забеге взял серебро.
В январе 2017 года Роналд дебютировал на чемпионате Европы в спринтерском многоборье в Херенвене, заняв 7-е место. Следом выиграл Национальный чемпионат в спринтерском многоборье и в феврале на чемпионате мира на отдельных дистанциях в Канныне стал 5-м на 500-метровке и 18-м на 1000-метровке. В марте на спринтерском чемпионате мира в Калгари занял высокое 4-е место.
В январе 2018 года на чемпионате Европы в Коломне завевал золотую медаль в забеге на 500 м. В феврале участвовал на зимних Олимпийских играх в Пхёнчхане, где занял 7-е место в забеге на 500 м, а на чемпионате мира в спринтерском многоборье в Чанчуне финишировал 8-м. В общем зачёте Кубка мира на дистанции 500 м занял 3-е место, как и прошлом сезоне. В 2019 году стал чемпионом страны на дистанции 500 м, а в феврале на чемпионате мира на отдельных дистанциях в Инцелле завоевал золотую медаль в командном спринте и занял 6-е место в забеге на 500 м.
В сезоне 2019/20 на 1-м этапе Кубке мира в Минске, на 2-м этапе в Томашув-Мазовецком и на 3-м этапе в Астане выиграл золотые медали в командном спринте. В сезоне 2020/21 Мюлдер на 2-м этапе в Херенвене стал 1-м на дистанции 500 м. В декабре 2021 года он не смог пройти олимпийскую квалификацию, заняв 4-е место на 500-метровке и в марте 2022 года сделал заявление о завершении карьеры спортсмена.

## Личная жизнь
Роналд Мюлдер ещё до карьеры конькобежца работал преподавателем в «SportService Zwolle» и в 2010 году бросил работу преподавателя физкультуры. Он и Инге Хегеман сыграли свадьбу 7 августа 2015 года в родном городе Зволле. У них трое сыновей: Мис (2016), Ленн (2018) и Катон. Он играет на гитаре. У Роналда есть шесть братьев. Самый старший Харальд на пятнадцать лет старше, между ними Берри, Марко, Эдвард и Гербен. Его младший брат-близнец Мишель Мюлдер выступал в конькобежном спорте. Он выиграл золото на дистанции 500 метров на зимних Олимпийских играх 2014 года в Сочи и бронзу на дистанции 1000 метров на зимних Олимпийских играх 2018 года в Пхенчхане. Роналд с братом Мишелем были директорами турниров Кубка мира по конькобежному спорту 2018 года в Херде и Арнеме, В 2023 году Роналд стал преподавать в «CSE Topsportaccommodatie Nederland».